# 卡塞莱兰迪
卡塞莱兰迪（義大利語：Caselle Landi），是意大利洛迪省的一个市镇。总面积25平方公里，人口1719人，人口密度68.8人/平方公里（2009年）。ISTAT代码为098011。